# Баутин, Сергей Викторович
Серге́й Ви́кторович Бау́тин (11 марта 1967, Рогачёв, Гомельская область — 31 декабря 2022) — советский и российский хоккеист, защитник. Олимпийский чемпион 1992 года в составе Объединённой команды. Участник трёх чемпионатов мира (1992, 1997, 1999) в составе сборной России.

## Биография
Хоккеем начал заниматься в Мурманске у Петра Андреевича Аникиева. Игровую карьеру начал в саратовском «Кристалле», за который провёл три сезона (1987—1990). Выступал за московское «Динамо» в 1990-92 годах. Чемпион СССР 1991, СНГ 1992 годов. Чемпион Олимпийских игр 1992 года (8 игр, 0+0). Играл на чемпионатах мира 1992, 1997 и 1999 годов.
Заслуженный мастер спорта СССР (1992).
8 марта 1994 года был обменян из «Виннипега» в «Детройт». 12 октября 1995 г., имея статус свободного агента, подписал контракт с «Сан-Хосе Шаркс».
После потери места в НХЛ, начиная с сезона 1996-97 продолжил карьеру в Швеции, играл за ХК «Лулео». В конце 1990-х вернулся в Россию, играл за «Ак Барс» (1998/99), затем продолжил карьеру в Германии и Японии. В 2002—2003 годах выступал за магнитогорский «Металлург», в 2003/04 — за «Крылья Советов».
Умер 31 декабря 2022 года после продолжительной болезни (онкологического заболевания).